# Minas Novas
Minas Novas este un oraș în Minas Gerais (MG), Brazilia.